# Entomacrodus vomerinus
Entomacrodus vomerinus es una especie de pez de la familia Blenniidae en el orden de los Perciformes.

## Morfología
• Los machos pueden llegar alcanzar los 7,9 cm de longitud total.

## Reproducción
Es ovíparo.

## Hábitat
Es un pez de mar y de clima subtropical.

## Distribución geográfica
Se encuentra en el  Atlántico suroccidental: Brasil (incluyendo Fernando de Noronha ).